# Otto Hoos
Otto Hoos (* 24. Dezember 1921 in Haßloch; † 18. Juli 2003 in Ludwigshafen am Rhein) war ein deutscher Politiker (SPD). Er war von 1963 bis 1971 Abgeordneter im Landtag von Rheinland-Pfalz.

## Leben
Nach dem Besuch der Volksschule in Mußbach absolvierte Hoos ab 1936 eine kaufmännische Lehre in einer Textilfabrik, die er 1939 mit der Gehilfenprüfung abschloss. Von 1939 bis 1941 war er als kaufmännischer Angestellter tätig. 1941 wurde er zur Wehrmacht eingezogen und nahm als Soldat am Zweiten Weltkrieg teil, zuletzt als Unteroffizier der Luftwaffe. Er geriet in US-amerikanische Kriegsgefangenschaft. Nach 1945 arbeitete er in der Landwirtschaft und im Weinbau, ab 1952 als selbständiger Landwirt und Winzer.
Hoos beantragte am 25. Juni 1939 die Aufnahme in die NSDAP und wurde zum 1. September desselben Jahres aufgenommen (Mitgliedsnummer 7.159.949). 1946 trat er in die SPD ein, für die er sich zunächst in der Kommunalpolitik betätigte. Von 1948 bis 1966 war er Ratsherr in Mußbach an der Weinstraße. 1956 wurde er Erster Beigeordneter, 1960 ehrenamtlicher und 1966 hauptamtlicher Bürgermeister der Gemeinde.
Bei den Landtagswahlen 1963 und 1967 wurde Hoos jeweils als Abgeordneter in den Landtag von Rheinland-Pfalz gewählt, dem er bis 1971 angehörte. In der fünften Wahlperiode (1963–1967) war er Mitglied des Agrarpolitischen Ausschusses und des Weinbau- und Weinwirtschaftsausschusses, in der sechsten Wahlperiode (1967–1971) des Ausschusses für Landwirtschaft und Weinbau.

## Ehrungen und Auszeichnungen
- 1971: Verdienstkreuz am Bande der Bundesrepublik Deutschland